# WWE-ov naslov Sjedinjenih Američkih Država
WWE-ov naslov Sjedinjenih Američkih Država (engl.: WWE United States Championship) je naslov u profesionalnom hrvanju predstavljen i korišten u američkoj tvrtki WWE na marki Raw. Naslov je jedna od dviju naslova drugih po važnosti za WWE-ove glavne marke zajedno s WWE Intercontinental Championship koji se nalazi na marki SmackDown. Trenutni prvak je Andrade koji drži naslov po treći put.
Naslov je osnovan 1. siječnja 1975. kao NWA United States Heavyweight Championship koja je u početku bila jedna od naslova u Jim Crockett Promotionsu i kasnije World Championship Wrestlingu (WCW) koja se na kraju odvojila od suvlasnika National Wrestling Alliancea (NWA). Harley Race je postao prvim prvakom Sjedinjenih Država. Nakon što je WCW kupila 2001. tadašnja Worlda Wrestlinga Federationa (WWF), tadašnji je WCW-ov naslov prvaka Sjedinjenih Država branilo se u WWF-u sve dok naslov prvaka nije ujedinjen s međukontinentalnim naslovom na tadašnjem Survivorov Seriesom. Nakon napetost marki 2002. i promjenom imena tvrtke u WWE naslov se ponovno aktivirao kao WWE United States Championship u srpnju 2003. sekundardnim naslovom na marki SmackDown. Naslov se godinama mijenja iz jedne marke u drugu kao rezultat WWE-ova drafta; Superstar Shake-up 2019m je prebacio naslov na Raw.